# Détroit de Fliegu
Le détroit de Fliegu (en français « détroit étroit », Il-Fliegu - le détroit - en maltais) est le bras de mer qui sépare les îles de Comino et de Cominotto dans l'archipel maltais. Ce détroit est partiellement fermé au sud par les Blue Lagoon Rocks.
Les courants marins, la pureté de l'eau et le fond sableux donne une couleur à la mer variant du bleu cyan au vert émeraude lui valant le surnom de lagon bleu qui attire les touristes, les plongeurs et les plaisanciers.